# زبان هراری
زبان هراری یکی از زبان‌های سامی است که در کشور اتیوپی به آن تکلم می‌شود.شمار گویشوران این زبان را در حدود بیست و پنج هزار تن دانسته‌اند که بیشتر آنان به همراه زبان امهاری یا اورومو دوزبانه می‌باشند.شمار زیادی از لغات این زبان، عربی و شمار اندکی نیز ایتالیایی می‌باشند.